# Hans Krumpe
Hans Krumpe (7. října 1885 Království u Šluknova nebo Libouchec – 19. května 1943 Bílina) byl československý politik německé národnosti, meziválečný poslanec Národního shromáždění za Německou křesťansko sociální stranou lidovou.

## Biografie
Jeho otec byl chudým domácím přadlákem. Hans vychodil gymnázium v Jablonci nad Nisou a studoval práva na německé univerzitě v Praze. Od roku 1907 se živil jako vychovatel a soukromý učitel v rodině hraběte Hartiga v Mimoni. Po začátku první světové války odešel ze studií jako jednoroční dobrovolník na frontu. Byl dvakrát raněn a vyznamenán. V roce 1916 byl z armády propuštěn. Byl pak učitelem v rodině Thun-Hohensteinů, kde měl na starosti výchovu dětí zavražděného Františka Ferdinanda d'Este. Pobýval na zámku v Kvasicích a na Konopišti. Roku 1918 se se svými svěřenci přestěhoval na zámek v Děčíně, kde měl později na starosti i výchovu hraběte Ernsta Thun-Hohensteina. Podle údajů k roku 1929 byl profesí soukromým úředníkem z Děčína.
Byl aktivní i politicky. Po vzniku Československa se stal členem Německé křesťansko sociální strany lidové. Od roku 1919 za ni zasedal v obecním zastupitelstvu v Děčíně a byl i členem městské rady. Neúspěšně kandidoval v parlamentních volbách v roce 1920.
V parlamentních volbách v roce 1925 získal za Německou křesťansko sociální stranou lidovou poslanecké křeslo v Národním shromáždění. Mandát obhájil v parlamentních volbách v roce 1929. Po zvolení poslancem rezignoval na post městského radního v Děčíně.
Po neúspěchu strany v parlamentních volbách v roce 1935 se stáhl z politického života. Odstěhoval se z Děčína do rodného domu své ženy v Bílině. Působil zde coby samostatný daňový poradce.